# Antianginoso

Os antianginosos são os fármacos usados no tratamento da angina pectoris, uma afecção dolorosa do peito devido a isquémia cardíaca (cuja causa mais frequente é a aterosclerose).
A angina pectoris é tratada sintomaticamente. São administrados fármacos que ajustam as necessidades de oxigénio do miocárdio com as quantidades desse gás transportadas pela via sanguínea, pelas artérias coronárias. São usados assim dois tipos de fármaco, aqueles que aumentam o fluxo sanguíneo ao coração e aqueles que diminuem o trabalho do coração e portanto as suas necessidades.
1. Nitratos: Os nitratos, dos quais o mais conhecido é a nitroglicerina, são a classe mais usada de antianginosos. Eles são vasodilatadores e têm acção dupla, pois a vasodilatação periférica diminui a tensão arterial, e a vasodilatação das coronárias aumenta o fluxo de oxigénio disponível.[3]
2. Bloqueadores dos canais de cálcio: são o mesmo grupo que também é usado no tratamento das arritmias cardíacas (ver Antiarrítmicos da classe IV). Eles diminuem a taxa de batimentos cardíacos e portanto o esforço do coração. São usados na profilaxia (prevenção) da angina.[4]
3. Antagonista beta-adrenérgico: diminuem o esforço cardiaco pela redução da taxa e força dos batimentos. Também usados enquanto antiarrítmicos da classe II.